# James Cook University Hospital
Pour les articles homonymes, voir James Cook (homonymie) et Cook.
L'hôpital universitaire James Cook, également connu le nom James Cook University Hospital est un hôpital de référence tertiaire, un hôpital général de district et un important centre de traumatologie à Middlesbrough, dans le North Yorkshire, en Angleterre, situé sur l'A172 (Marton Road). Disposant de 1 024 lits, il couvre la plupart des spécialités et fait partie du South Tees Hospitals NHS Foundation Trust, avec l' hôpital Friarage de Northallerton.

## Historique
L'hôpital a été construit sur le parc de l'ancien hôpital St Luke, à Middlesbrough. Il ouvre ses portes en 1981 en tant que centre de soins tertiaires appelé South Cleveland Hospital, il devient après un vaste hôpital avec A&E. Diana, princesse de Galles inaugure son unité de maternité en octobre 1988. L'hôpital change son nom en James Cook University Hospital en 2001.
De nouvelles installations ont été achetées dans le cadre d'un contrat d' initiative de financement privé pour remplacer l'hôpital général de Middlesbrough, l'infirmerie North Riding et l'unité de neuro-réadaptation de l'hôpital West Lane en 1999. Ces nouvelles installations ont été conçues par HLM Architects, construites sur le site par Mowlem pour un coût de 96 millions de livres sterling et ouvertes en août 2003.
En mai 2012, un centre de radiothérapie de 35 millions de livres sterling ouvre ses portes à l'hôpital, dévoilé par la princesse Alexandra.
En novembre 2012, le département Neurosciences acquiert un nouveau scanner IRM 3T. Il s'agit d'un partenariat entre l'hôpital et l'Université de Durham et, en plus du travail clinique, il entreprendra des recherches sur divers aspects de la cognition.
En mai 2013, l'hôpital devient un centre de traumatologie majeur pour Teesside, le comté de Durham, le North Yorkshire et les régions environnantes, participant au réseau plus large de traumatologie du Nord. En mai 2014, une gare voit le jour sur la ligne Esk Valley, adjacente à l'hôpital, et permet aux passagers d'utiliser le chemin de fer pour se rendre à l'hôpital et retourner.
En mars 2015, une nouvelle unité de FIV spécialement conçue s'ouvre (avec son propre théâtre), elle regroupe désormais tous les services de médecine de la reproduction en un seul endroit.

## Infrastructures
L'hôpital universitaire James Cook est spécialisé dans le traitement du cancer, des maladies cardiaques et de la neurochirurgie, ainsi que dans les unités régionales de soins intensifs néonatals et de lésions médullaires. Les développements plus récents incluent l'introduction de technologies avancées de cartographie cardiaque pour l'ablation par radiofréquence complexe et le développement d'un programme d'intervention valvulaire aortique transcathéter très réussi pour les patients jugés inaptes à la chirurgie cardiaque conventionnelle.
L'hôpital est un centre d'enseignement pour les étudiants en médecine clinique de la faculté de médecine de l'université de Newcastle ainsi que pour ceux en précliniques du campus Queen's Stockton de l'université de Durham inscrits à un cours collaboratif entre la faculté de médecine de l'université de Newcastle et l'université de Durham. L'hôpital a également de solides liens d'enseignement et de recherche avec l'École de santé de l'Université de Teesside.
L'hôpital dispose d'une aire d'atterrissage pendant la journée à l'usage des ambulances aériennes du Grand Nord et du Yorkshire.